# Алоха, Скуби-Ду!
«Алоха, Скуби-Ду!» (англ. Aloha, Scooby-Doo!) — восьмой полнометражный рисованный мультфильм о приключениях Скуби-Ду и его друзей на острове Гавайи.

## Сюжет
Дафна получила предложение от компании «Goha Aloha» заняться дизайном одежды и поехать на Гавайи. Дафна позвала своих друзей — Велму, Фреда, Шэгги и Скуби-Ду — поехать на Гавайи вместе. А там в городке Ханахуна проходили соревнования сёрфингистов «The Big Kahuna of Hanahuna». «Большой Кахуна» — это титул победителя-сёрфингиста. На соревнования приехали любители сёрфинга из разных стран. Но тут стал появляться местный злой дух Вики-тики и пугать приехавших сёрфингистов и туристов. Друзья занялись разгадыванием местных тайн, им пришлось гоняться за ужасным Вики-тики и по морским волнам, и по джунглям и по лабиринтам пещер местного вулкана, и даже принять участие в соревнованиях сёрфингистов, где хорошо выступили Дафна, Шэгги и даже Скуби-Ду.

## Роли озвучивали
- Фрэнк Уэлкер — Фред и Скуби-Ду
- Кейси Кейсем — Шэгги
- Минди Кон — Велма
- Грей Делайл — Дафна